# شهرستان وضره
ناحیهٔ وضره (به عربی: مدیریة وضرة) یک ناحیه در یمن است که در استان حجه واقع شده‌است. شهرستان وضره ۱۰٬۹۲۸ نفر جمعیت دارد.